# 阿里山茵芋
阿里山茵芋（学名：Skimmia arisanensis）为芸香科茵芋屬下的一个种。

## 扩展阅读
- 維基物種上的相關：阿里山茵芋